# Нотр-Дам-де-Шан (станция метро)
Нотр-Дам-де-Шан (фр. Notre-Dame-des-Champs) — станция линии 12 Парижского метрополитена, расположенная в VI округе Парижа. Названа по одноимённой церкви, расположенной на бульваре Монпарнас.

## История
- Станция открылась 5 ноября 1910 года в составе первого пускового участка тогдашней линии А компании «Север-Юг» (с 1931 года линии 12 Парижского метрополитена) Порт-де-Версаль — Нотр-дам-де-Лоретт.
- В июле 2018 года станция приняла участие в акции чествования победы сборной Франции по футболу, в результате чего она была на несколько дней переименована в «Нотр-Дам-Дешам»[2]. Временное название станции было основано на игре слов между названием церкви и фамилией главного тренера сборной Франции по футболу.
- Пассажиропоток по станции по входу в 2011 году, по данным RATP, составил 2 030 493 человек[3]. В 2013 году этот показатель вырос до 2 077 450 пассажиров (245 место по уровню входного пассажиропотока в Парижском метро)[4].

## Оформление
Стиль оформления станции сходен с изначальным оформлением остальных станций метро, до 1931 года подчинявшихся компании «Север-Юг». В торцах станции над тоннелем керамической плиткой выложено название станции, в направлении которой следуют поезда. Также свод станции оформлен узором из плитки, применявшимся Обществом Север-Юг. В 2007 году была проведена реновация станции с сохранением оформления.

## Галерея

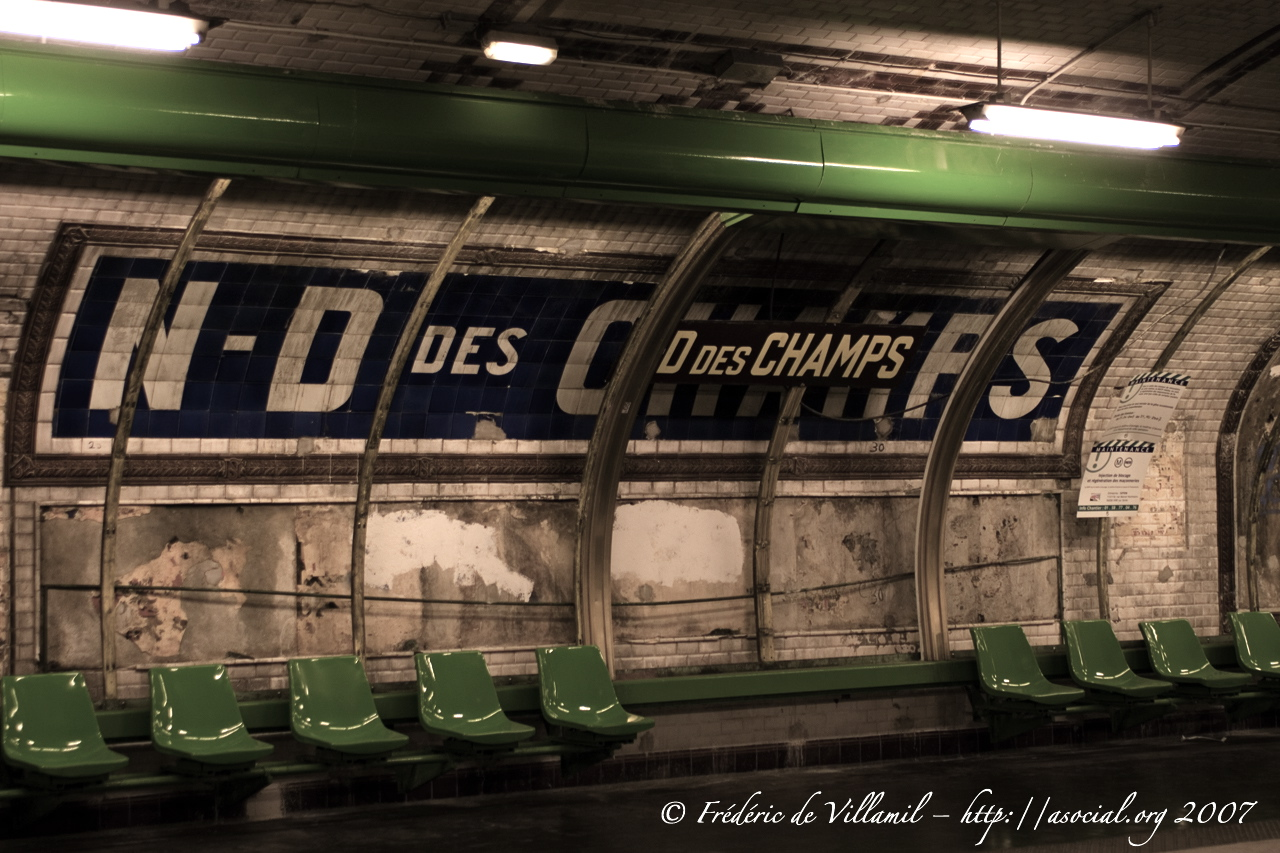
Процесс реновации станции
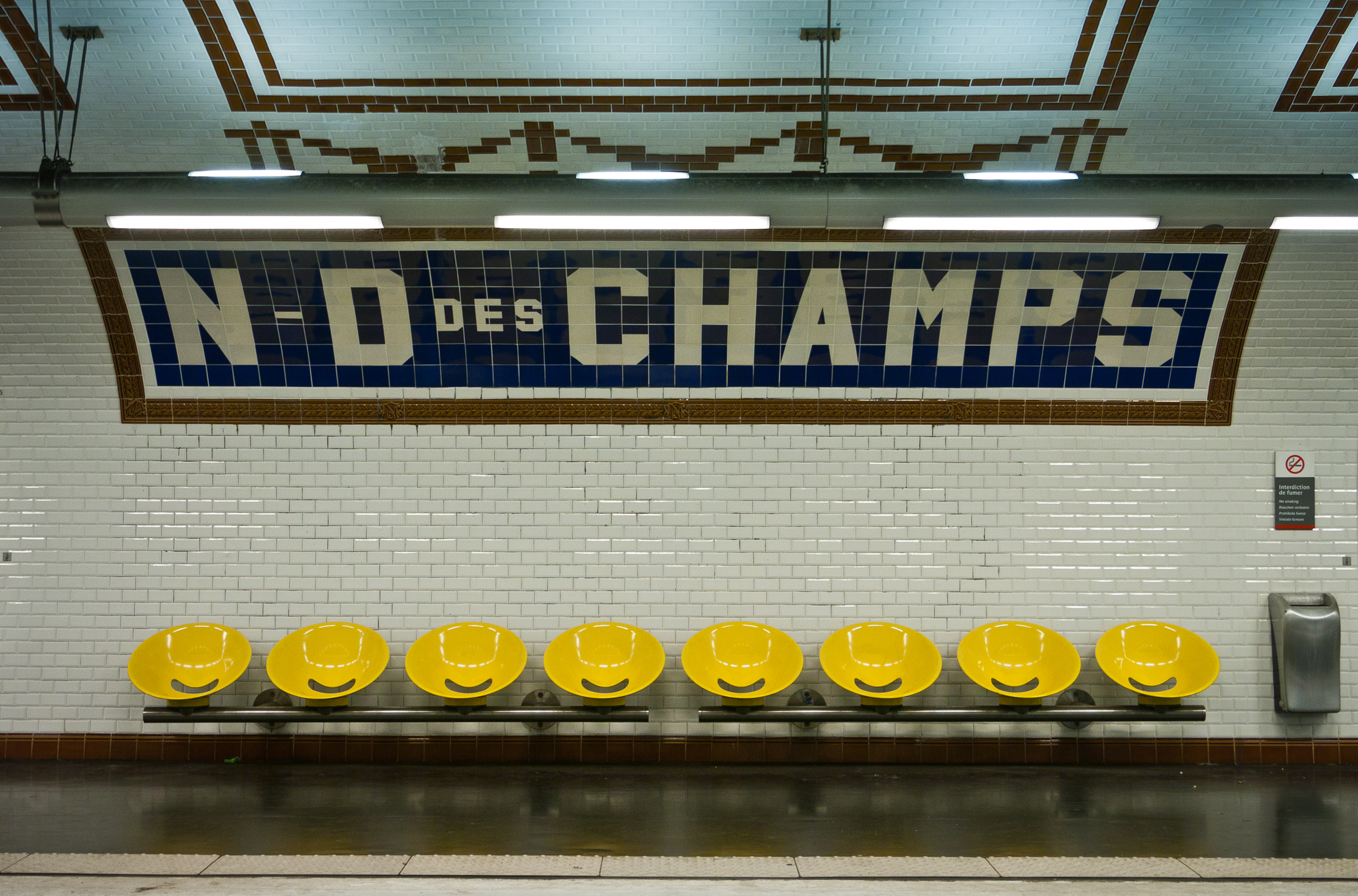
Оформление вывески с названием станции после реновации
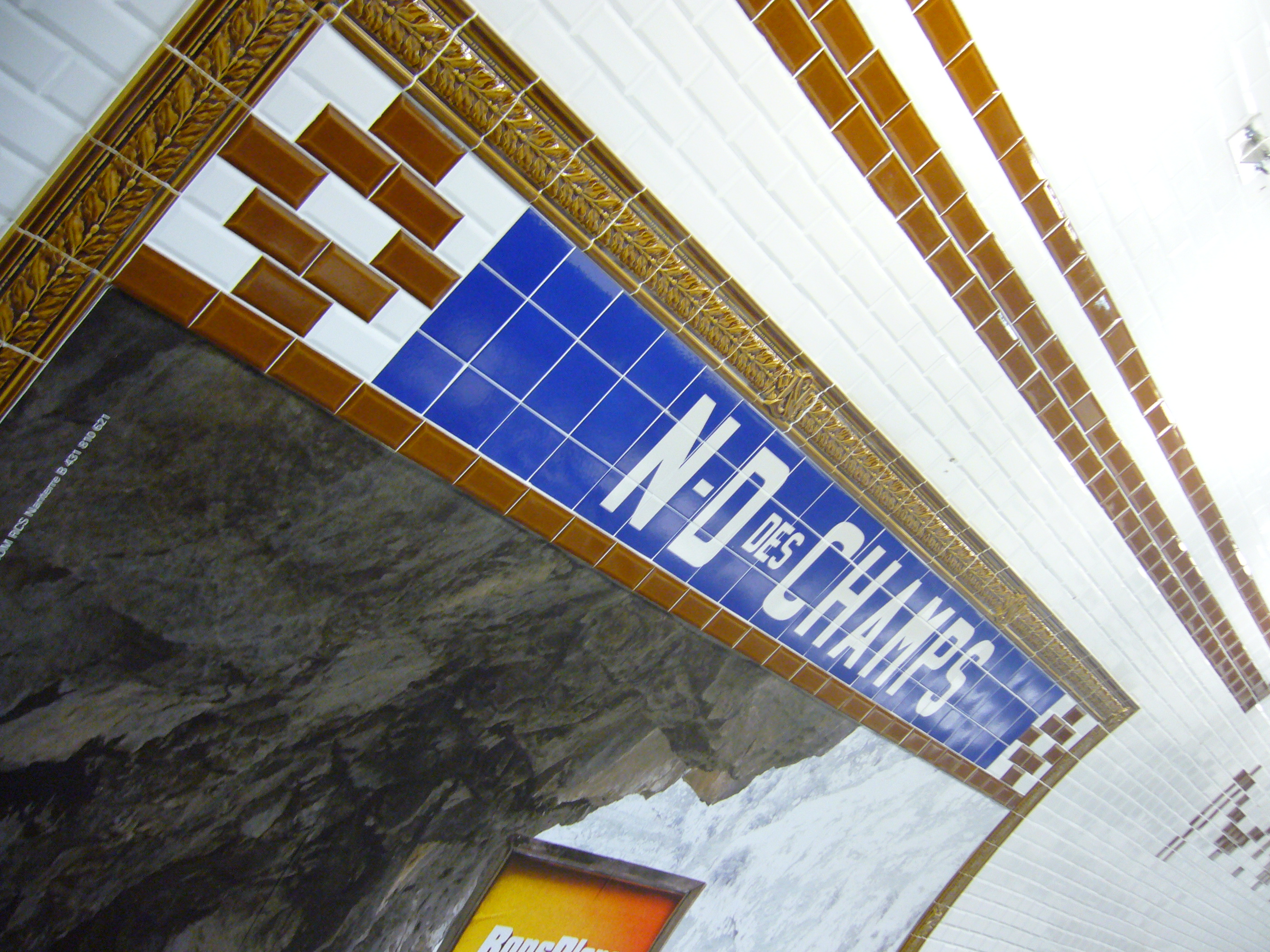
Оформление названия станции вместе с рекламным плакатом
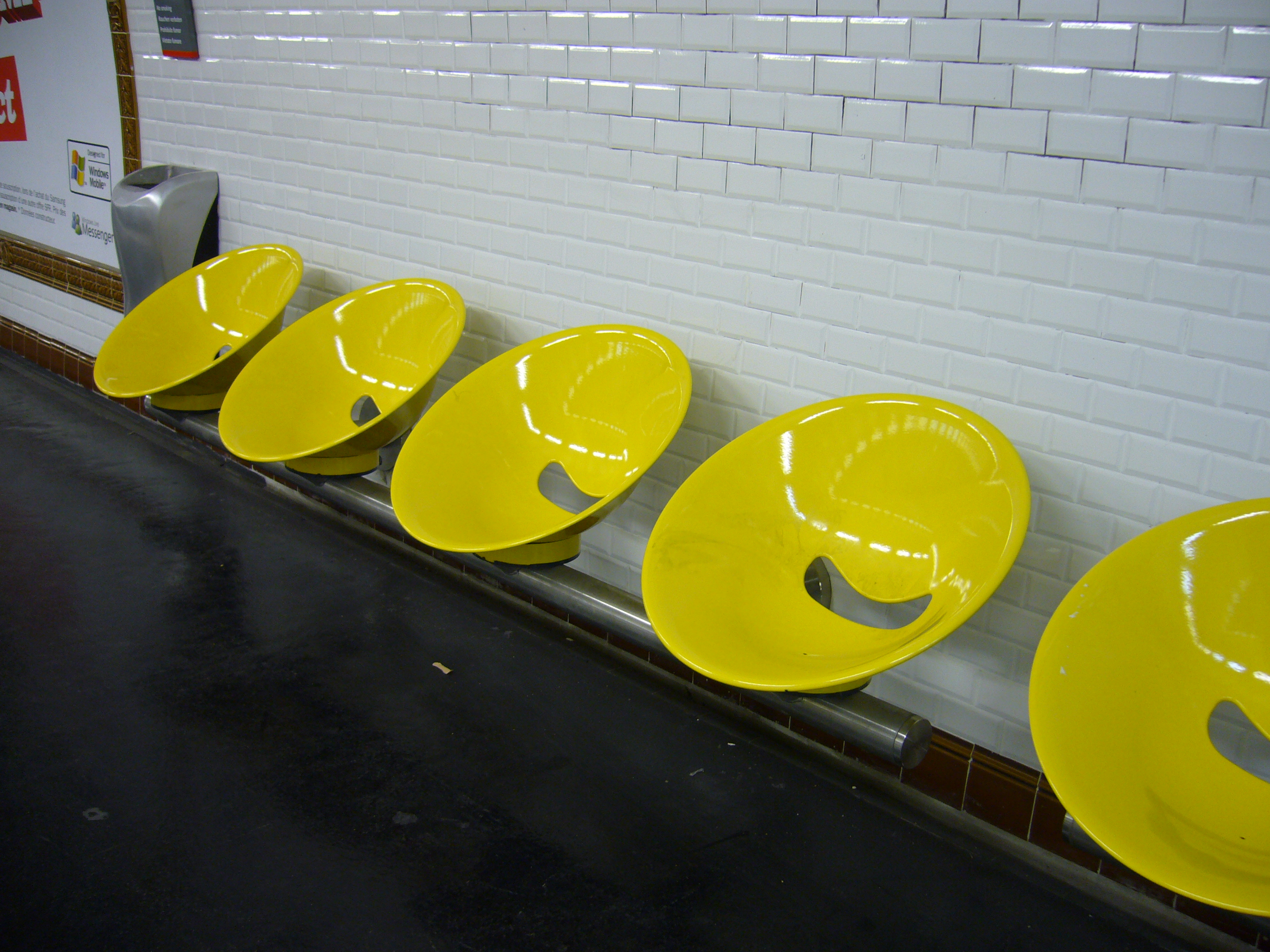
Сидения